# Малое Исаково
Малое Исаково (Лаут нем. Lauth) — посёлок в Гурьевском городском округе Калининградской области. Входит в Большеисаковского сельского поселения. Население — 5467 чел. (2021).

## География
Малое Исаково расположено в непосредственной близости от Калининграда внутри Объездного шоссе, севернее бывшего аэродрома Девау. Через посёлок проходит железнодорожная линия от станции Кутузово-Новое до бывшего ЦБК—1. В нескольких сотнях метрах к юго-востоку расположен посёлок с парным названием Большое Исаково.

## История
Первое упоминание относится к 1263 году. В середине XIX века возле Лаута появились два форта, входящих в оборонительную систему Кёнигсберга. Форт № 1, находившийся к югу от поселка получил название «Штайн». На север от Ляута находился форт № 1а «Гребен», названный по имени участника войн с Наполеоном Карла фон Гребена, генерала, состоявшего адъютантом при прусском короле Фридрихе Вильгельме IV.
1 апреля 1939 года Лаут был включен в состав Кёнигсберга, в нём в это время проживало 1827 жителей. Входил в Восточную Пруссию, Германия.
Во время Второй мировой войны в апреле 1945 года Лаут был взят частями 3-го Белорусского фронта. От боевых действий пострадал незначительно. После войны по решению Потсдамской конференции передан СССР, входил в состав РСФСР. Ныне в составе России.
До 1946 года носил название Лаут. Переименован в Исаково в честь мученически погибшего в окрестностях в 1945 году младшего сержанта Виктора Семёновича Исакова и разделён на Большое Исаково и Малое Исаково. Первое время посёлок входил в Калининградский район с центром в поселке Нивенское.
С 17 июня 1947 года Малое Исаково вошло в образованный Заозёрский сельский совет Гурьевского района. Указом Президиума Верховного Совета РСФСР 16 июня 1954 года Заозёрский сельсовет был переименован в Большеисаковский, куда вошли три посёлка: Большое Исаково, Малое Исаково и Васильково. В 2008 году, после административной реформы, посёлок вошёл в состав Большеисаковского сельского поселения.

## Население
| 1910 | 1933  | 2002  | 2010  | 2021  |
| ---- | ----- | ----- | ----- | ----- |
| 864  | ↗1827 | ↘1697 | ↗2543 | ↗5467 |

## Достопримечательности
- Межфортовое сооружение № 1а «Гребен»